# Saraitda
Título a ser usado para criar uma ligação interna é Saraitda.
#Saraitda (hangul: #살아있다; rr: #Saraitda; bra: #Alive) é um filme de terror de ação pós-apocalíptico sul-coreano de 2020, dirigido por Cho Il-hyung. Estrelado por Yoo Ah-in e Park Shin-hye, é baseado no roteiro de 2019, Alone, de Matt Naylor (ele próprio se tornando outro filme), que co-adaptou seu roteiro com Cho. O filme gira em torno da luta de um streamer de videogame pela sobrevivência enquanto ele é forçado a ficar sozinho em seu apartamento em Seul durante um apocalipse zumbi. Foi lançado na Coreia do Sul em 24 de junho de 2020, e globalmente via Netflix em 8 de setembro de 2020. Os críticos geralmente deram críticas positivas.

## Elenco
- Yoo Ah-in como Oh Joon-woo, um jogador que luta para sobreviver a um surto de zumbis.
- Park Shin-hye como Kim Yoo-bin, uma inquilina do prédio de Joon-woo que o ajuda a sobreviver. Ela freqüentemente mata zumbis invasores usando um machado de mão e uma porta com armadilha.
- Jeon Bae-soo como um homem mascarado que salva Joon-woo e Yoo-bin, mas quer alimentá-los para sua esposa zumbificada.
- Lee Hyun-wook como Lee Sang-chul, o inquilino infectado que Joon-woo deixa entrar.
- Oh Hye-won como a policial que é transformada em zumbi pelos infectados.
- Jin So-yeon como Elena Kim
- Lee Chae-kyung como a esposa zumbificada do homem mascarado

## Produção
#Alive é um thriller de zumbis baseado no roteiro original "#Alone" do roteirista de Hollywood Matt Naylor, que trabalhou na série documental americana Small Business Revolution: Main Street e no curta-metragem What It's Like. O diretor Cho Il-hyung (também conhecido como Il Cho) e Naylor adaptaram o roteiro juntos para o mercado coreano. Em 2019, a ZIP Cinema e a produtora norte-americana Perspective Pictures juntaram-se à produção com a Lotte Entertainment distribuindo o filme.
Em 11 de julho de 2019, Yoo Ah-in e Park Shin-hye se juntaram ao elenco, seguidos por Lee Hyun-wook em 16 de setembro. A leitura do roteiro ocorreu em 27 de setembro de 2019.
A filmagem começou em 1º de outubro de 2019. As filmagens aconteceram em Gunsan e terminaram em 12 de dezembro de 2019.

### Música
A partitura musical completa foi composta por Kim Tae-sung, que ele co-arranjou com Choi Jung-in, Shin Hyun-pil, Park Sang-woo e Yoo Chae-young.
Músicas não incluídas na trilha sonora oficial:
- Break por Beenzino
- Sail por Inni
- #Alive por Inni

## Lançamento
O filme foi lançado na Coreia do Sul em 24 de junho de 2020. Em maio, uma conta no Instagram do personagem Oh Joon-woo foi criada para promover o filme. Em agosto, a Netflix adquiriu os direitos de distribuição internacional do filme, que mais tarde foi lançado mundialmente em 8 de setembro de 2020. Após seu lançamento, #Alive entrou no top 10 de todos os tempos da Netflix de filmes em língua não inglesa, mas desde então desistiu com 54,62 milhões de horas assistidas nos primeiros 28 dias.

## Recepção

### Bilheteria
No dia de estreia na Coreia do Sul, #Alive atraiu um total de 204.071 espectadores e 62% das bilheterias, marcando a maior audiência no primeiro dia de qualquer filme desde fevereiro de 2020, após a eclosão da pandemia de COVID-19 na Coreia do Sul. Teve o maior número de admissões no primeiro dia ao lado de The Man Standing Next.
No quinto dia de lançamento, #Alive ultrapassou 1 milhão de ingressos e, no primeiro fim de semana de lançamento, atraiu 1.001.802 espectadores, garantindo o primeiro lugar de bilheteria em seu primeiro fim de semana. Tornou-se o primeiro filme a ultrapassar 1 milhão desde fevereiro de 2020. Também ficou em primeiro lugar nas bilheterias nos três primeiros fins de semana e alcançou mais de 1.903.992 entradas na Coreia do Sul em dezembro de 2020.
O filme estreou na Netflix em 8 de setembro de 2020 e, dois dias após o lançamento, alcançou o primeiro lugar global na plataforma. #Alive liderou o gráfico diário da Netflix em 35 países, incluindo Estados Unidos, França, Espanha, Suécia, Rússia, Austrália, Paquistão e Canadá. Tornou-se o primeiro filme coreano a chegar ao topo das paradas mundiais da Netflix Movies. Em dezembro de 2020, #Alive estava na lista dos 10 primeiros em 90 países, tornando-o um dos títulos mais amados globalmente na Netflix em 2020 e também o título de terror mais popular de 2020 em toda a Ásia.

### Resposta crítica
No agregador de críticas coreano Naver Movie Database, o filme possui um índice de aprovação de 7,09 nas críticas. No Rotten Tomatoes, o filme possui um índice de aprovação de 88% e uma classificação média de 6,6/10, com base em 24 avaliações. O consenso diz: "Bem atuado, genuinamente perturbador e, ocasionalmente, até engraçado, #Alive prova que o gênero zumbi lotado ainda tem novas histórias para contar".
Marian Phillips, da Screen Rant, escreveu: "#Alive captura com precisão o mesmo pânico, medo, incerteza, solidão e isolamento vividos por muitos durante os primeiros dias da pandemia. [...] Ao adotar um conceito desconhecido para o subgênero, #Alive transforma a forma como os filmes de zumbis podem ser tratados, além de fornecer uma exploração das diferentes circunstâncias que os indivíduos se encontram ao lidar com o apocalipse." Anthony Kao do Cinema Escapist sugeriu: "#Alive é um divertido filme de zumbi que parece feito sob medida para a época do coronavírus. [...] Além de sua representação empática e socialmente relevante da condição milenar coreana, #Alive apresenta uma narrativa que parece despretensiosa e acessível e divertida." Elisabeth Vincentelli do The New York Times concluiu: "#Alive é um pequeno thriller bacana que prova que você sempre pode encontrar sinais de vida nos gêneros mais mortos-vivos. E o final, por mais rebuscado que seja, sugere que mesmo uma sociedade atomizada pelo isolamento pode encontrar uma conexão".

## Prêmios e indicações
| Associações         | Categoria   | Nomeações | Resultado |
| ------------------- | ----------- | --------- | --------- |
| 2020 Cine 21 Awards | Melhor Ator | Yoo Ah-in | Venceu    |